# Maskanah, Tỉnh Homs
Maskanah (tiếng Ả Rập: مسكنة) là một ngôi làng ở miền trung Syria, một phần hành chính của Tỉnh Homs, nằm ở phía nam của Homs. Các địa phương gần đó bao gồm Kafr Aya, Qattinah và Abil ở phía tây, Jandar ở phía nam và Fairouzeh và Zaidal ở phía đông bắc. Theo Cục Thống kê Trung ương (CBS), Maskanah có dân số 4.430 trong cuộc điều tra dân số năm 2004. Năm 1945 làng có 900 dân. Cư dân của nó chủ yếu là người Cơ đốc giáo chính thống Syriac và Công giáo.